# Tineke Strik
Martina Hermina Antonia (Tineke) Strik (ur. 28 września 1961 w Alphen) – holenderska polityk, urzędniczka, wykładowczyni akademicka i samorządowiec, działaczka Zielonej Lewicy (GroenLinks), senator, posłanka do Parlamentu Europejskiego IX i X kadencji.

## Życiorys
W latach 1979–1983 kształciła się w zakresie pracy społeczno-kulturalnej w akademii społecznej „Den Elzent” w Eindhoven. Później studiowała prawo na Katolickim Uniwersytecie w Nijmegen (do 1995).
Pracowała w młodzieżowym centrum kultury w Eindhoven i w młodzieżowym centrum doradztwa w Amsterdamie. W latach 1993–1996 zajmowała się doradztwem prawnym w instytucji VluchtelingenWerk Nederland, holenderskiej radzie do spraw uchodźców. Później przez rok była zatrudniona jako urzędniczka sądowa w Zwolle.
Zaangażowała się w działalność polityczną w ramach Zielonej Lewicy. W latach 1997–2001 pracowała we frakcji tej partii w Tweede Kamer. Następnie do 2002 zatrudniona w administracji rządowej jako koordynatorka. W latach 2002–2006 wchodziła w skład zarządu miasta Wageningen jako wethouder odpowiedzialny m.in. za sprawy społeczne, politykę społeczną i kulturalną, kulturę oraz sprawy młodzieży. W 2004 podjęła pracę na Uniwersytecie im. Radbouda w Nijmegen. W 2009 została wykładowczynią prawa migracyjnego, a w 2011 doktoryzowała się na tej uczelni.
W 2007 wybrana w skład Eerste Kamer, reelekcję na urząd senatora uzyskiwała w 2011 i 2015. W 2019 została natomiast wybrana na deputowaną do Parlamentu Europejskiego IX kadencji. W 2024 utrzymała mandat na kolejną kadencję Europarlamentu.